# Mykeä
Mykeä är en ö i Finland. Den ligger i sjön Saimen och i kommunerna Ruokolax och Villmanstrand och landskapet Södra Karelen, i den södra delen av landet, 230 km nordost om huvudstaden Helsingfors. Öns area är 1,6 hektar och dess största längd är 230 meter i öst-västlig riktning.